# Orsanmichele
Orsanmichele (eigentlich: Or San Michele, ursprünglicher Name San Michele in Orto) ist ein Kirchengebäude in Florenz des Erzbistums Florenz.
Das dreigeschossige Gebäude nimmt den Straßenblock zwischen der Via dei Calzaiuoli, Via dell’Arte della Lana, Via dei Lamberti und Via Orsanmichele ein.
Das Erdgeschoss des einst auch als städtischer Getreidemarkt und Kornspeicher genutzten Gebäudes beherbergt ein Oratorium, das der Verehrung eines als wundertätig verehrten Madonnenbildes dient. In den darüberliegenden Geschossen befindet sich heute das Museo di Orsanmichele.

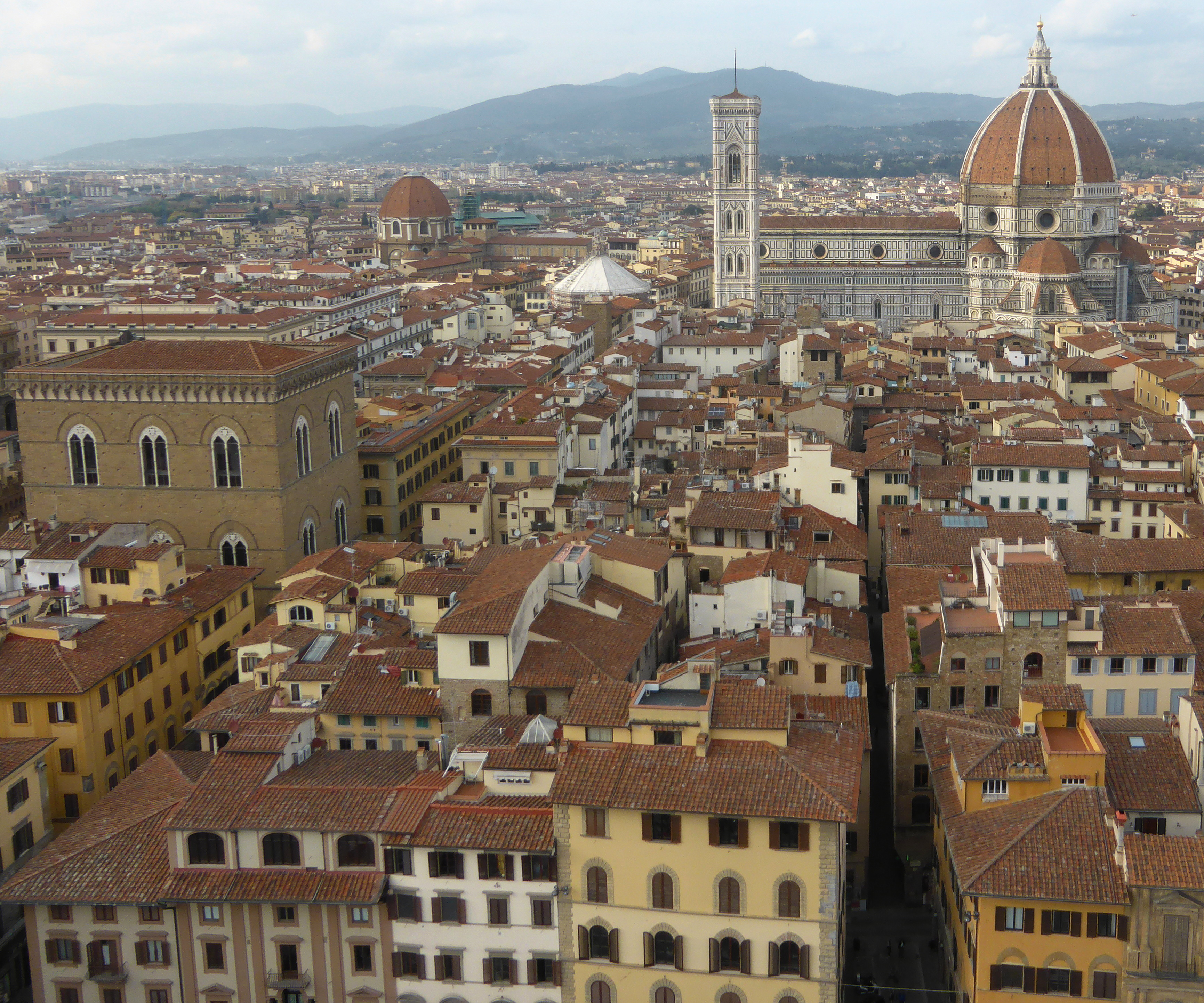
Blick vom Palazzo Vecchio: Orsanmichele (links) an der Via dei Calzaiuoli auf halbem Weg zur Kathedrale

## Geschichte
Ursprünglich stand an dieser Stelle ein Frauenkloster mit Gemüsegarten mit einer kleinen, dem Erzengel Michael geweihten Kirche aus der Mitte des 8. Jahrhunderts, genannt San Michele in Orto („Sankt Michael im Garten“). 1290 errichtete anstelle der Kirche Arnolfo di Cambio, Meister der Dombauhütte, eine Loggia als überdachten Getreidemarkt, in der auch ein als wundertätig verehrtes Madonnenbildnis aus der Kirche unterkam. Nachdem der Bau 1304 durch ein Feuer zerstört worden war, beschloss der Stadtrat 1336 die Verlegung des Getreidemarktes, der auch das Gebet vor der Maestà beeinträchtigt hatte. Es sollte ein „repräsentativer Palazzo“, „eine Kirche in Form eines (über die maßen prächtigen) Palastes entstehen“, in dem sich religiöse und praktische Funktion als kommunaler Getreidespeicher vereinen sollten und sich „die Herrlichkeit der Stadt an ihren Künsten und Kunstwerken zeige“. Laut Vasari zunächst unter der Leitung Taddeo Gaddis, einem Schüler Giottos, wurde durch die Dombauhütte im kommunalen Auftrag bis 1350 eine größere Loggia erbaut, später dann von Francesco Talenti, Neri di Fioravante und Benci di Cione (ab 1349), mit zwei weiteren, gleich hohen Geschossen versehen, für die Getreidebörse und als Versammlungssaal der Zünfte und für einen Getreidespeicher darüber. Die ebenerdigen Arkaden rundum wurden zwischen 1367 und 1389 von Simone Talenti mit feingliedrigem Maßwerk geschlossen. Um 1406 waren die Arbeiten beendet.
Der auf einer Grundfläche von 32,4 × 22,1 Metern zu einer Höhe von 40 Metern aufstrebenden Bau mit drei einheitlichen Stockwerken, der profane wie religiöse Aufgaben in sich vereinte, war weder mit einem Zinnenkranz bewehrt wie der Palazzo della Signoria, noch mit einem Geschlechterturm versehen wie private Palazzi, oder von einem Campanile flankiert wie die Kathedrale. Auf halbem Weg zwischen den beiden Zentren religiöser und weltlicher Macht, vermittelte das Zunfthaus auch symbolisch. Die wirtschaftliche Prosperität der Stadt wurde durch zivile Ordnung und religiösen Beistand gewährleistet und unvorhersehbare Ernteausfälle konnten durch den kommunalen Getreidespeicher aufgefangen werden.

## Zunftnischen
Zwischen den geschlossenen Spitzbögen schmücken vierzehn Nischen mit überlebensgroßen Statuen der Zunftheiligen die vier Außenseiten des Gebäudes. Auf Anweisung der Stadt wurden die Figuren und ihre jeweilige (bis auf eine Ausnahme) gotische Tabernakelarchitektur durch die einzelnen Florentiner Gilden nur zögerlich zwischen 1399 und 1562 in Auftrag gegeben. Alle Statuen sind heute zum Schutz vor Witterung durch Kopien ersetzt und befinden sich bis auf wenige Ausnahmen im Museo di Orsanmichele im ersten Geschoss. Zu ihnen zählt die erste nachantike Bronzestatue dieser Größe, ein Johannes der Täufer, den Lorenzo Ghiberti zwischen 1413 und 1416 für die Arte di Calimala, der Händlerzunft, schuf. Ghiberti goss auch für die Zunft der Geldwechsler (Arte del Cambio) ihren Heiligen Matthäus in Bronze (1419–22), der mit 2,70 Meter noch einmal 15 Zentimeter größer ist als die Täuferfigur.
Die marmorne Statuengruppe der Quattro Santi Coronati (1409–17) bestellte die Arte dei Maestri di Pietra e Legname, die Zunft der Bildhauer und Zimmerleute, bei Nanni di Banco.
Die Nische mit der 1415–17 von Donatello für die Arte dei Corazzai e Spadai (Rüstungs- und Schwertschmiedezunft) geschaffenen Marmorstatue des hl. Georg und dem berühmten Flachrelief mit dem Drachenkampf des Heiligen in der Predella darunter wird heute im Bargello aufbewahrt. Die vergoldete Bronzefigur des hl. Ludwig von Toulouse, 1423–1425 von Donatello für die Parte Guelfa angefertigt, wurde in den 1460er Jahren, als die papsttreuen Guelfen ihre Macht verloren hatten, aus ihrer Nische entfernt und an die Franziskaner-Kirche von Santa Croce übergeben. Sie stand dort eine Zeit lang in einer für sie zu kleinen Fassadennische und befindet sich heute im Museum der Kirche. In die einzige, nach klassischem Vorbild von Donatello gestaltete Nische des Zünftehauses, die das Handelsgericht (Mercanzia) nun für sich beanspruchte, wurde eine Bronzegruppe mit Christus und dem ungläubigen Thomas bei Andrea del Verrocchio bestellt, der hier zwei Figuren so zu komponieren hatte, dass sie in einer nicht für sie gemachten Nische unterzubringen waren (1467–83).
Von Lorenzo Ghiberti stammt außerdem der hl. Stefan (1427–1429), von Nanni di Banco der hl. Philippus (1410–1412) und der hl. Eligius (1417–1421). Donatello und Filippo Brunelleschi wird von Teilen der kunstwissenschaftlichen Forschung die Marmorstatue des hl. Petrus (1408–1413) zugeschrieben. Weitere Statuen sind von Niccolò di Pietro Lamberti (hl. Jacobus, 1410–1422), Baccio da Montelupo (hl. Johannes Evangelist, 1515) und von Giambologna, der die letzte Nische mit einem hl. Lukas füllte (1597–1602). Die sogenannte Madonna della Rosa auf der Eingangsseite war die erste, für die Fassade von Orsanmichele geschaffene Figur (um 1399) und wird Piero di Giovanni Tedesco zugeschrieben.

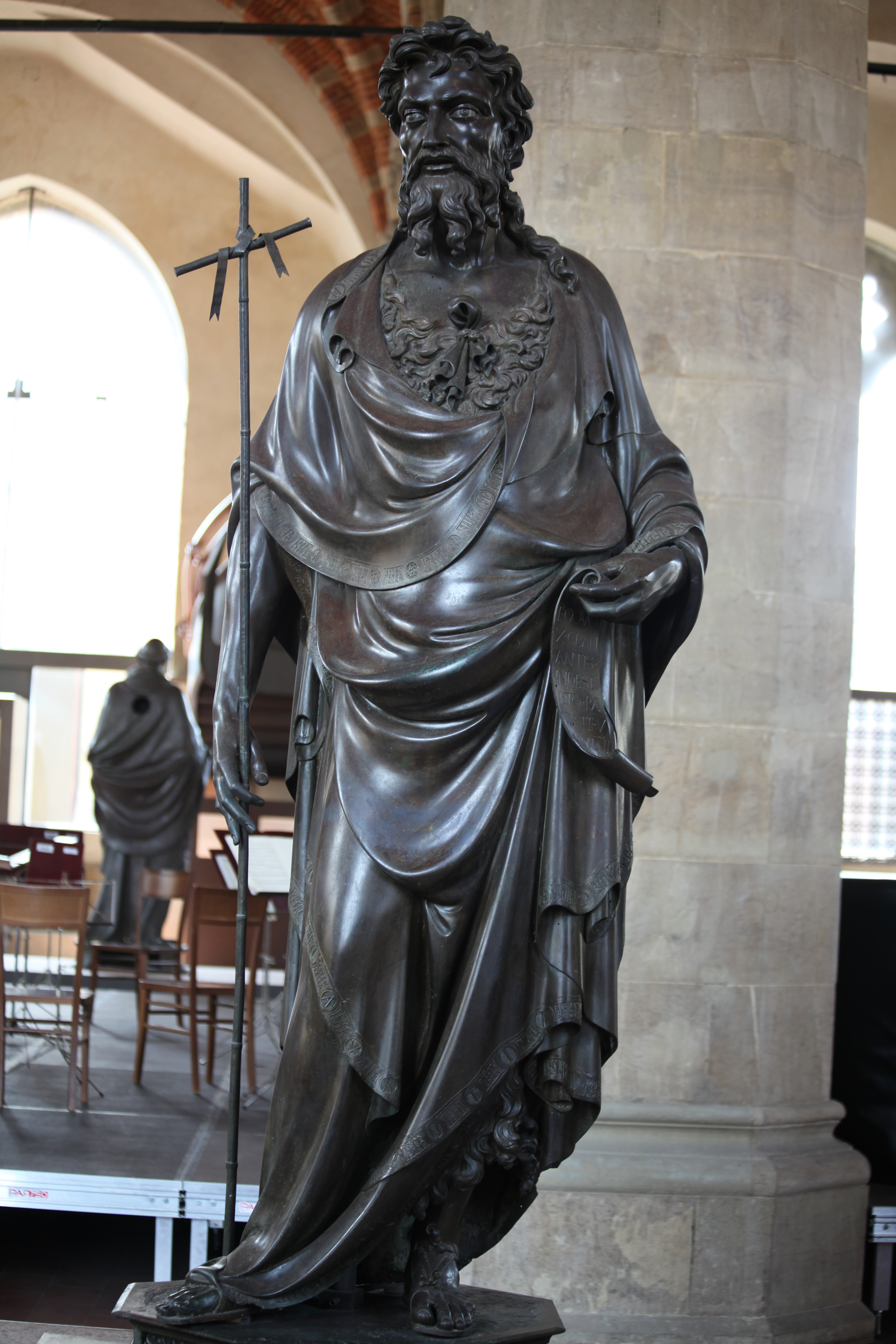
Lorenzo Ghiberti, Johannes der Täufer, Bronze, 1412–1416, Museo di Orsanmichele
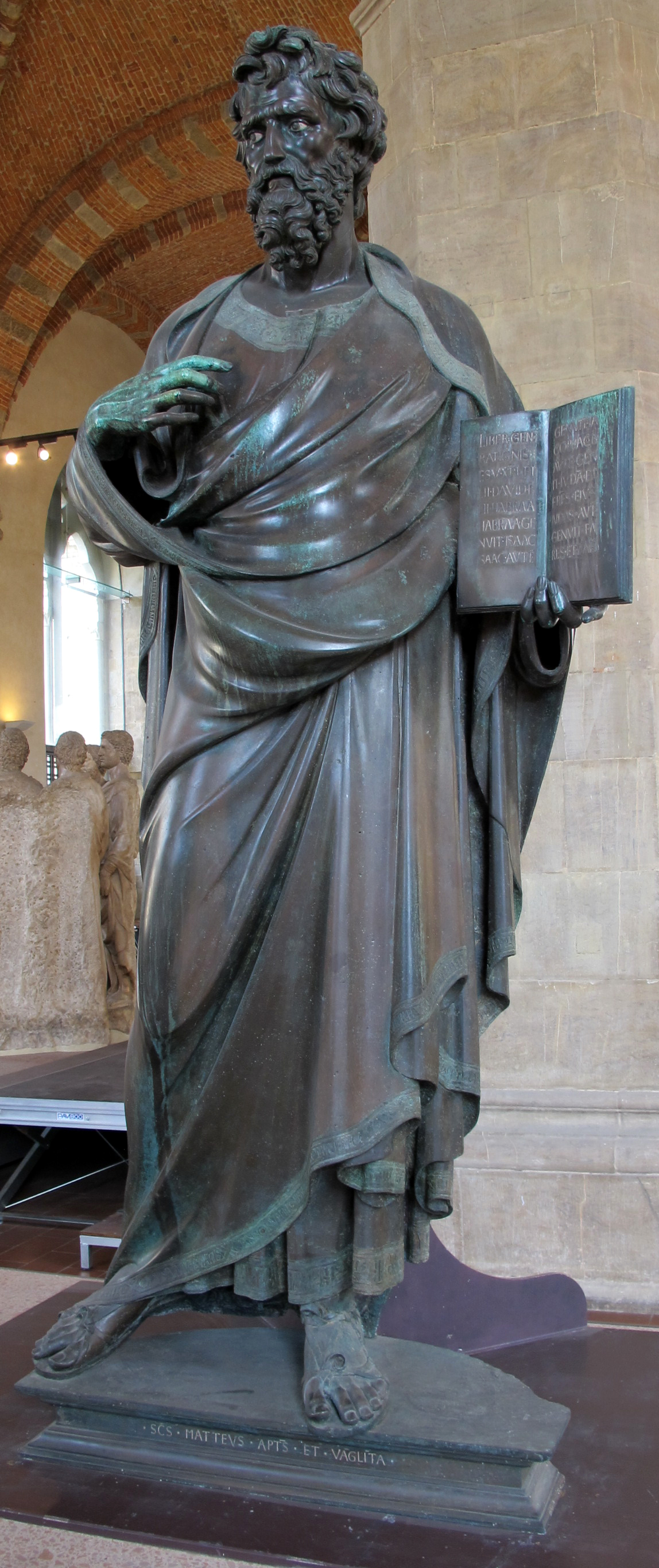
Lorenzo Ghiberti, hl. Matthäus, Bronze, 1417, Museo di Orsanmichele
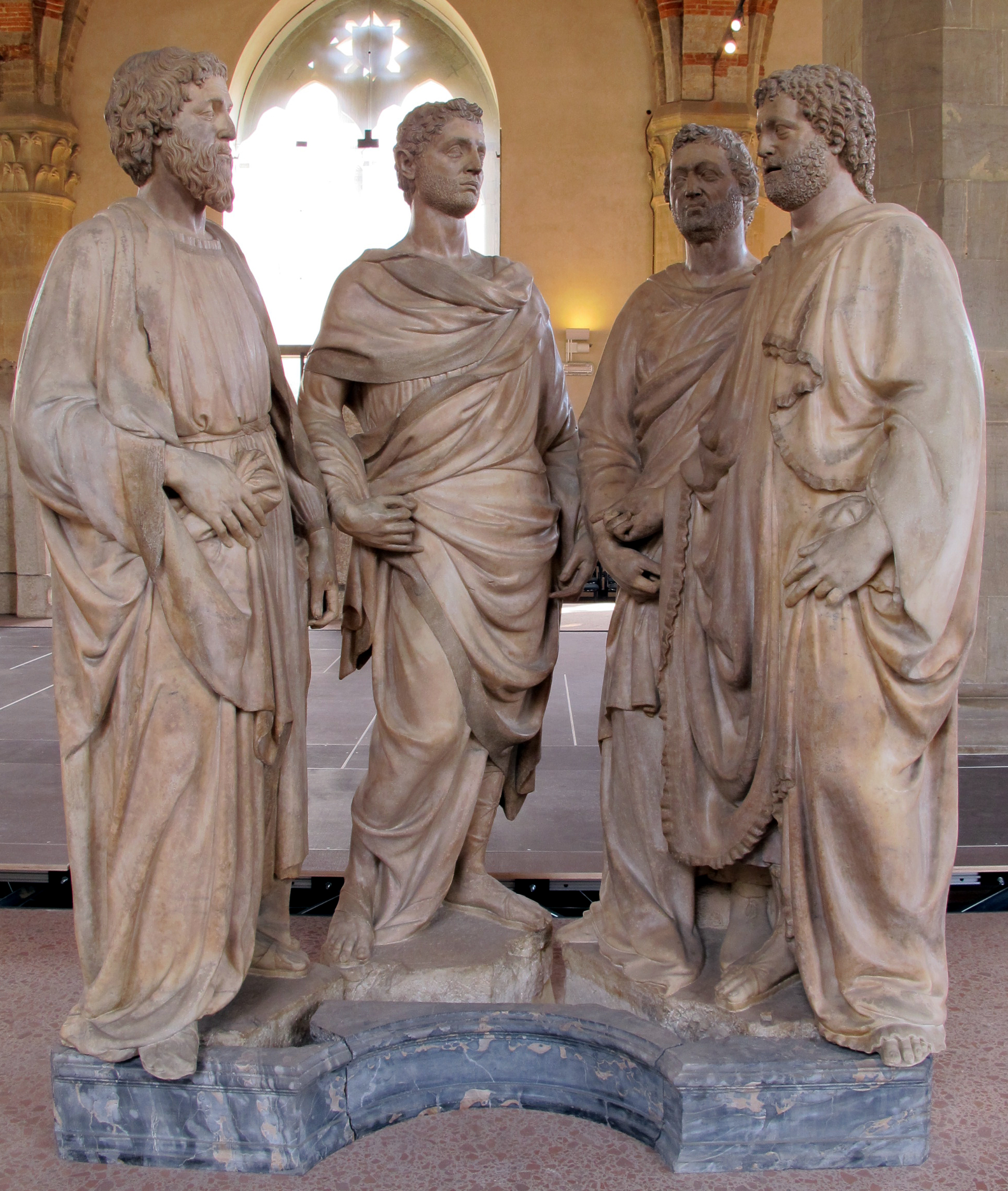
Nanni di Banco, I Quattro Santi Coronati, Marmor mit Vergoldungen, 1409–1417, Museo di Orsanmichele
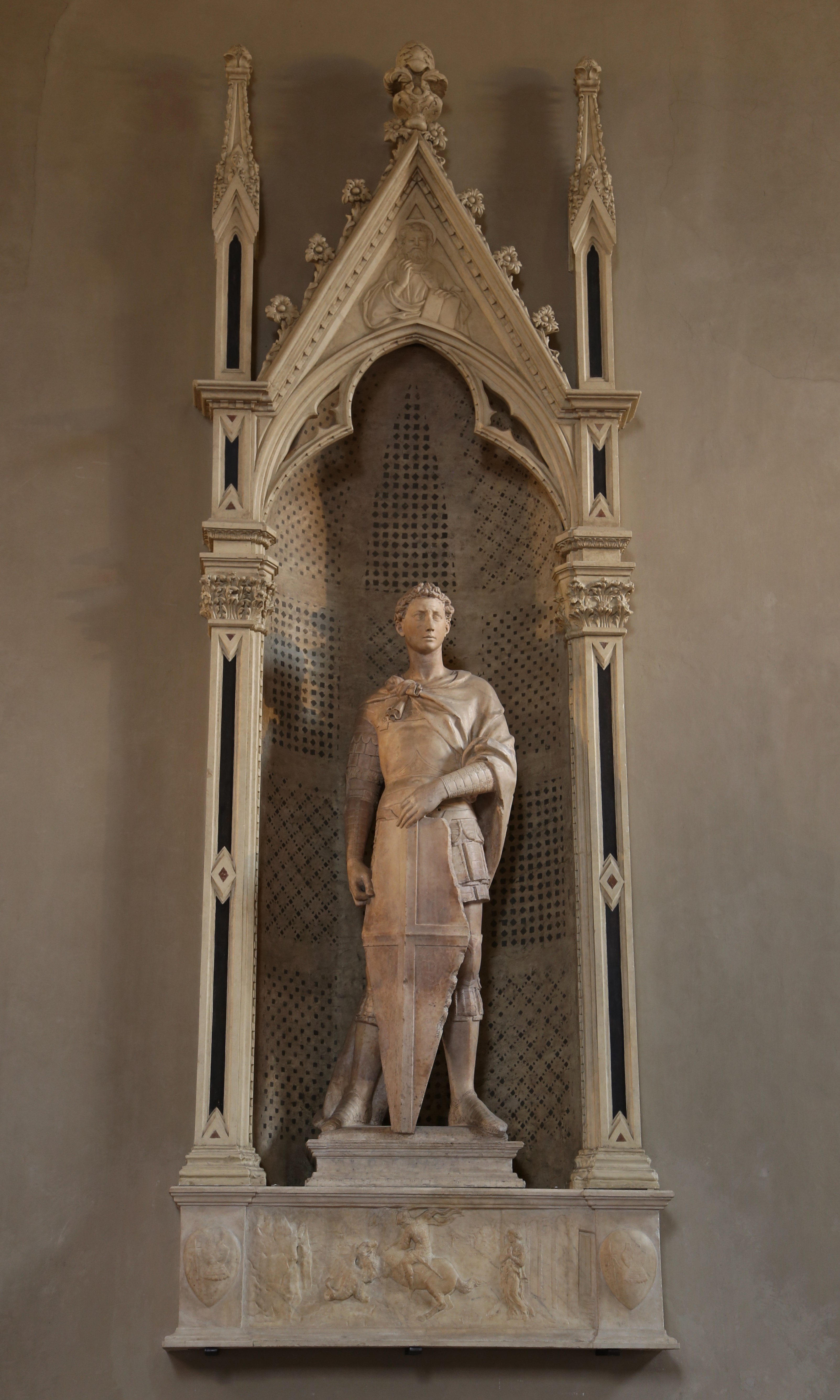
Donatello, hl. Georg, Marmor, 1415–1417, Bargello
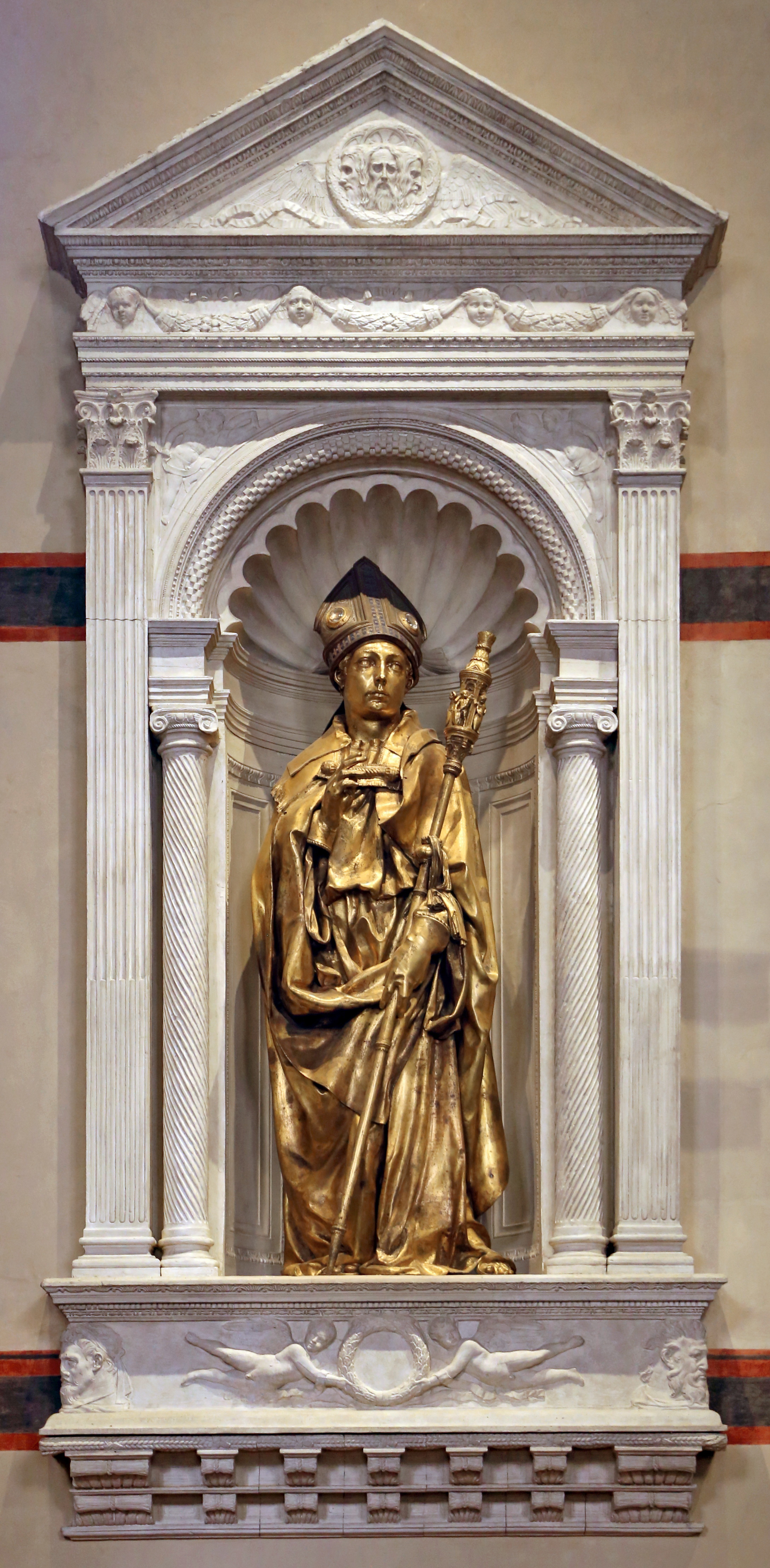
Donatello, hl. Ludwig von Toulouse, vergoldete Bronze, 1423–1425, Museo di Santa Croce
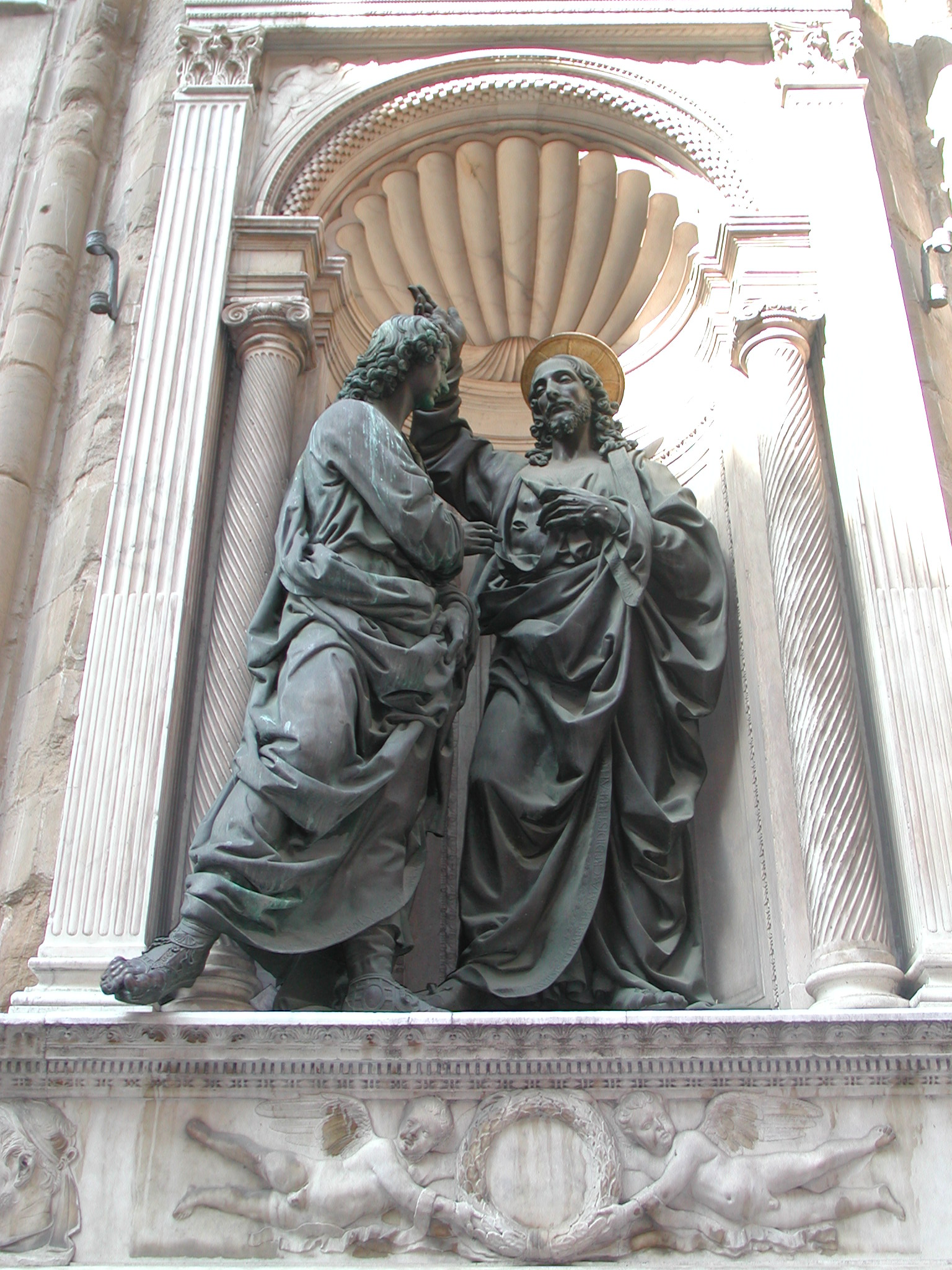
Andrea del Verrocchio, Christus und der ungläubige Thomas, Bronze, 1466/67–1483, Museo di Orsanmichele
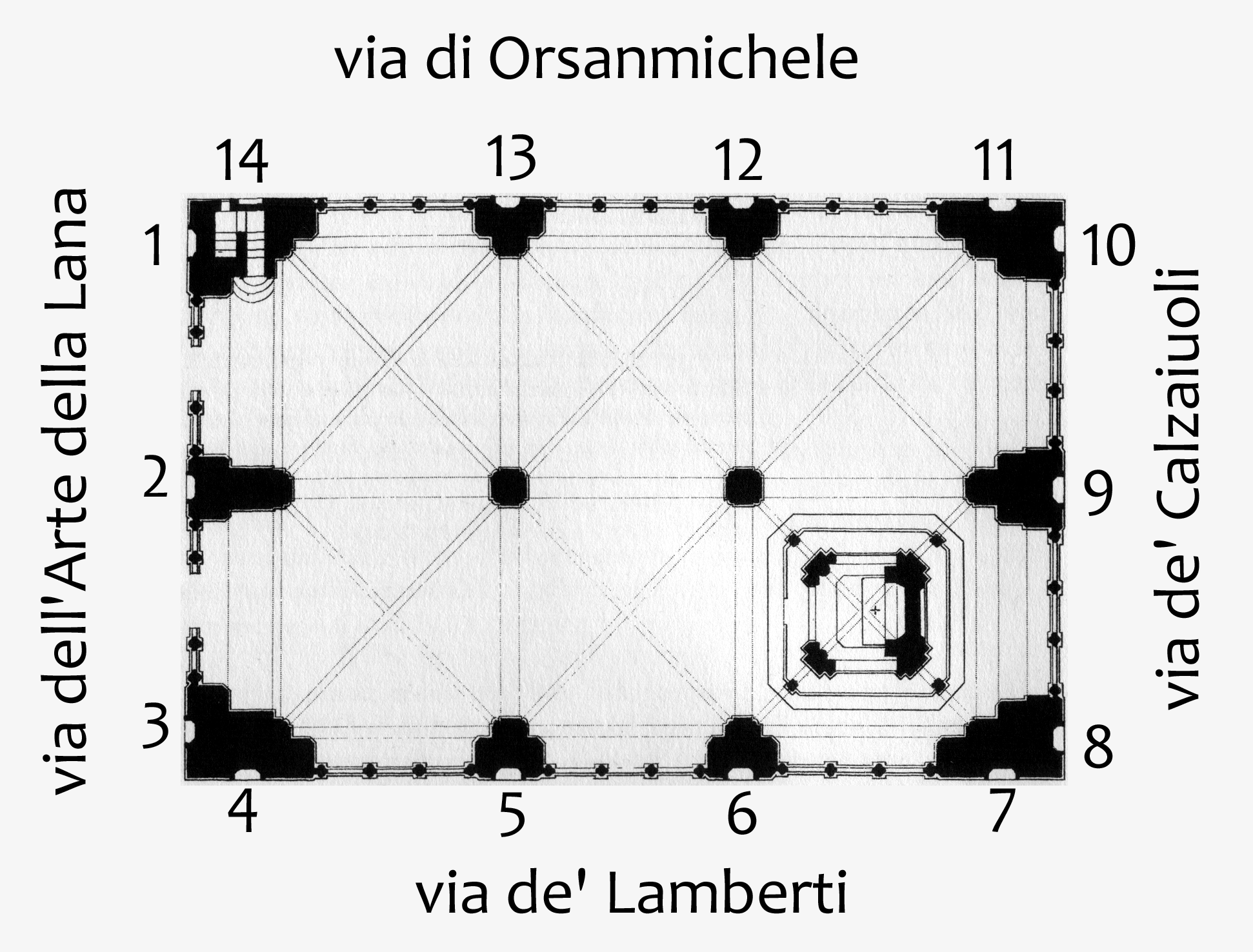
Karte der Orsanmichele (14 Fassadennischen mit Heiligenskulpturen)

Über einigen der Nischen sind Tondi mit den Wappen der Zünfte angebracht. Die in dominant blau und weiß glasierten Terrakottareliefs sind typische Arbeiten der Familie della Robbia, die überall in Florenz und darüber hinaus zu finden sind.

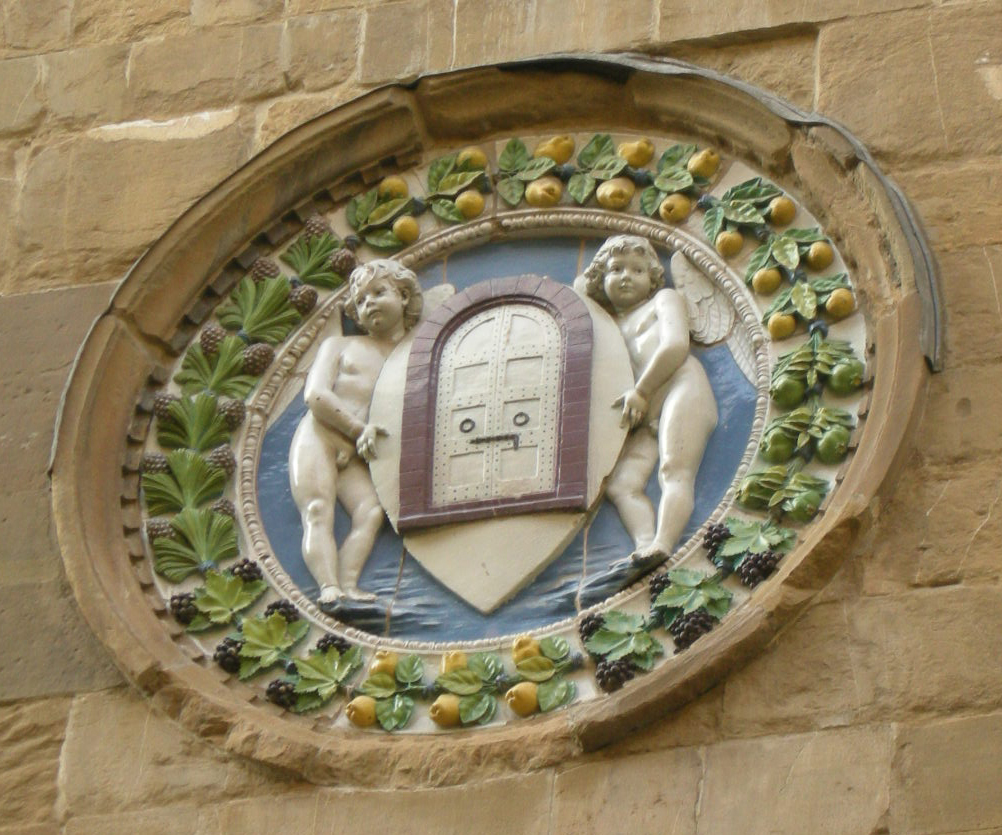
Wappen Arte della seta, der Zunft der Seidenweber und Goldschmiede, von Luca della Robbia
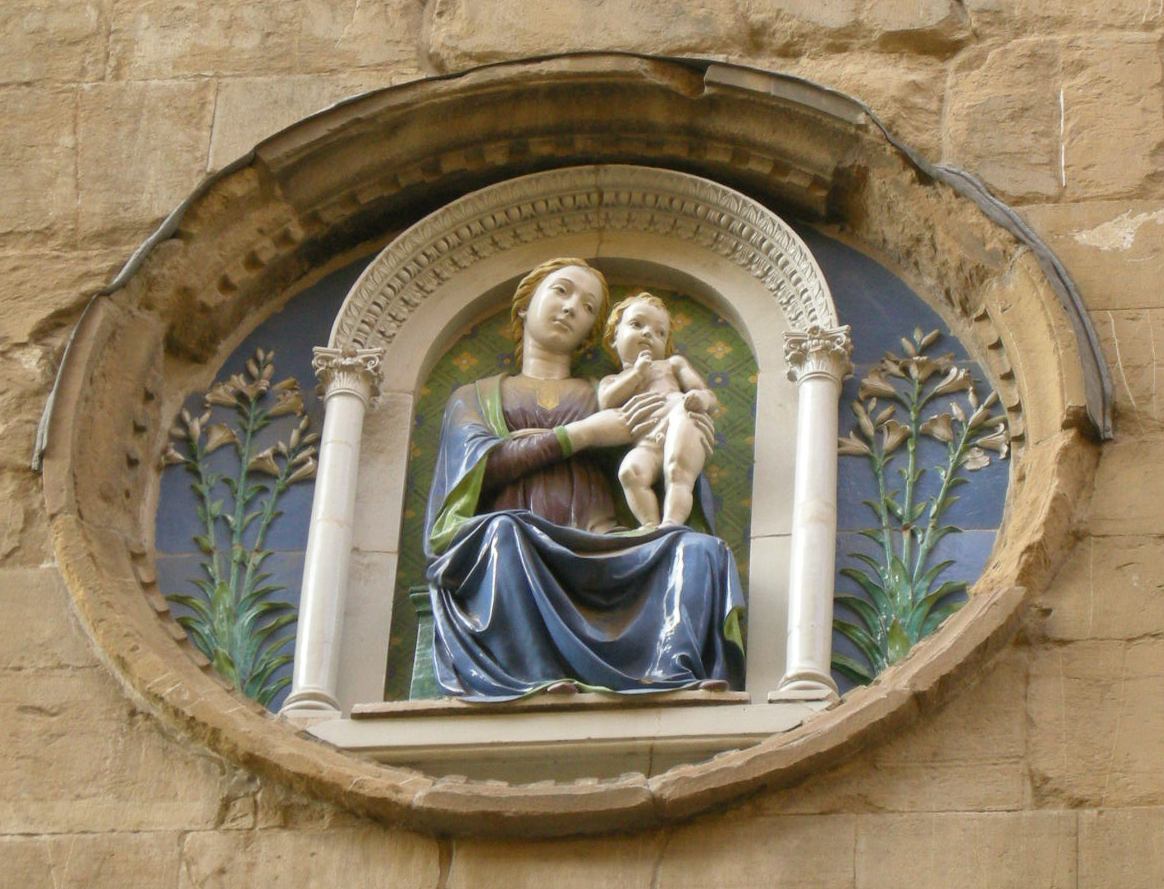
Wappen der Arte dei medici e speziali (Ärzte-und-Apothekergilde), von Luca della Robbia
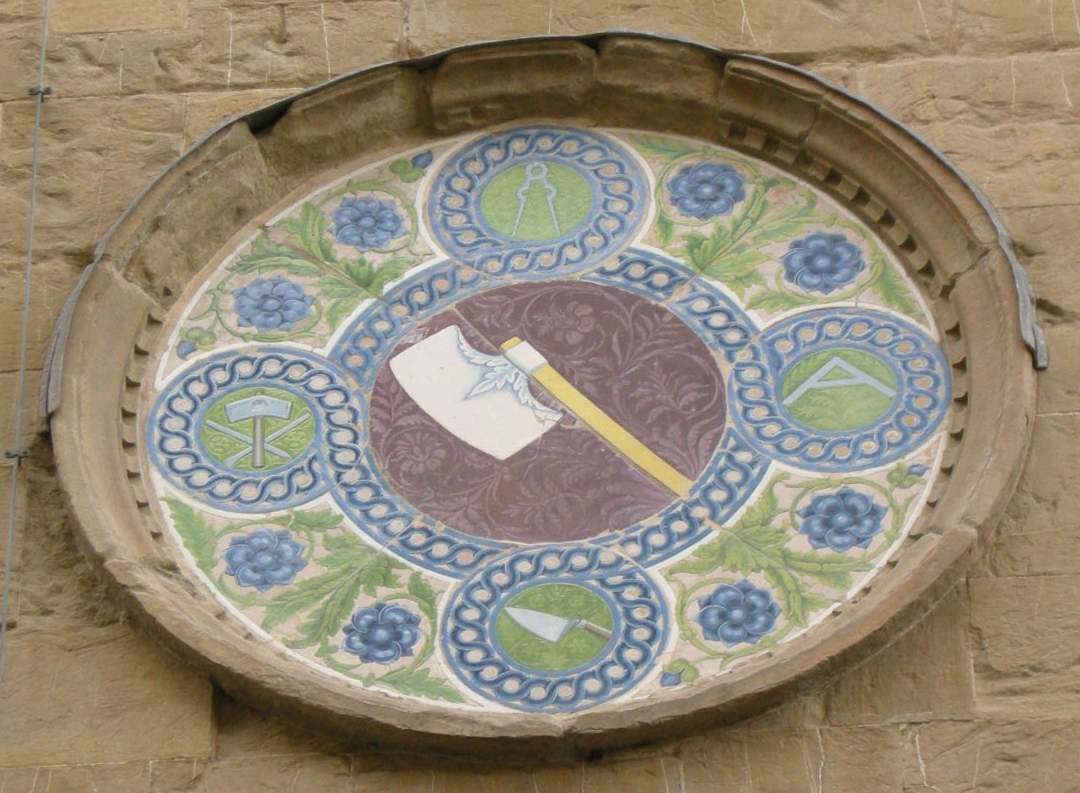
Wappen der Architektenzunft (Arte dei maestri di pietra e legname), von Luca della Robbia

## Inneres

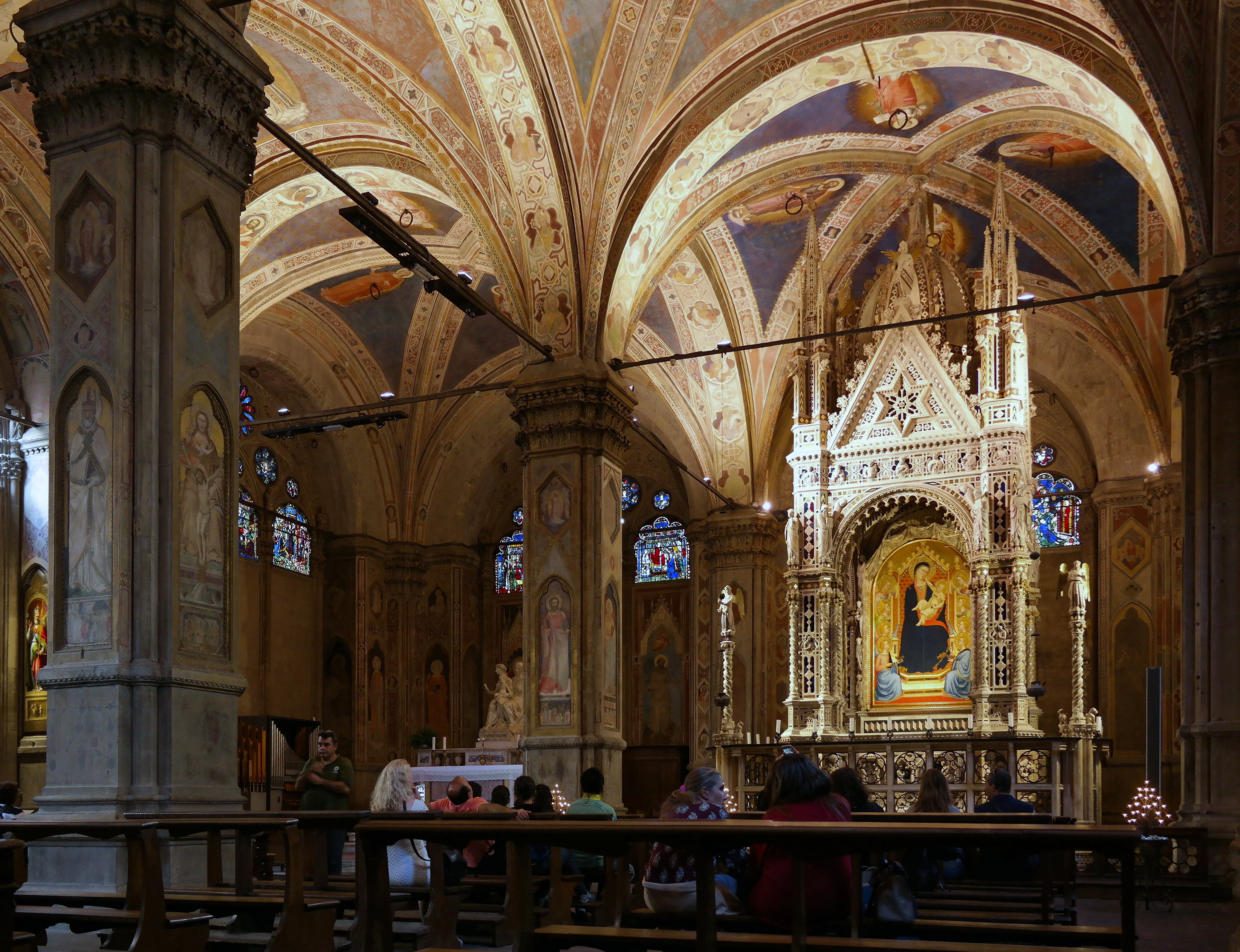
Innenansicht des ebenerdigen Kirchenraums

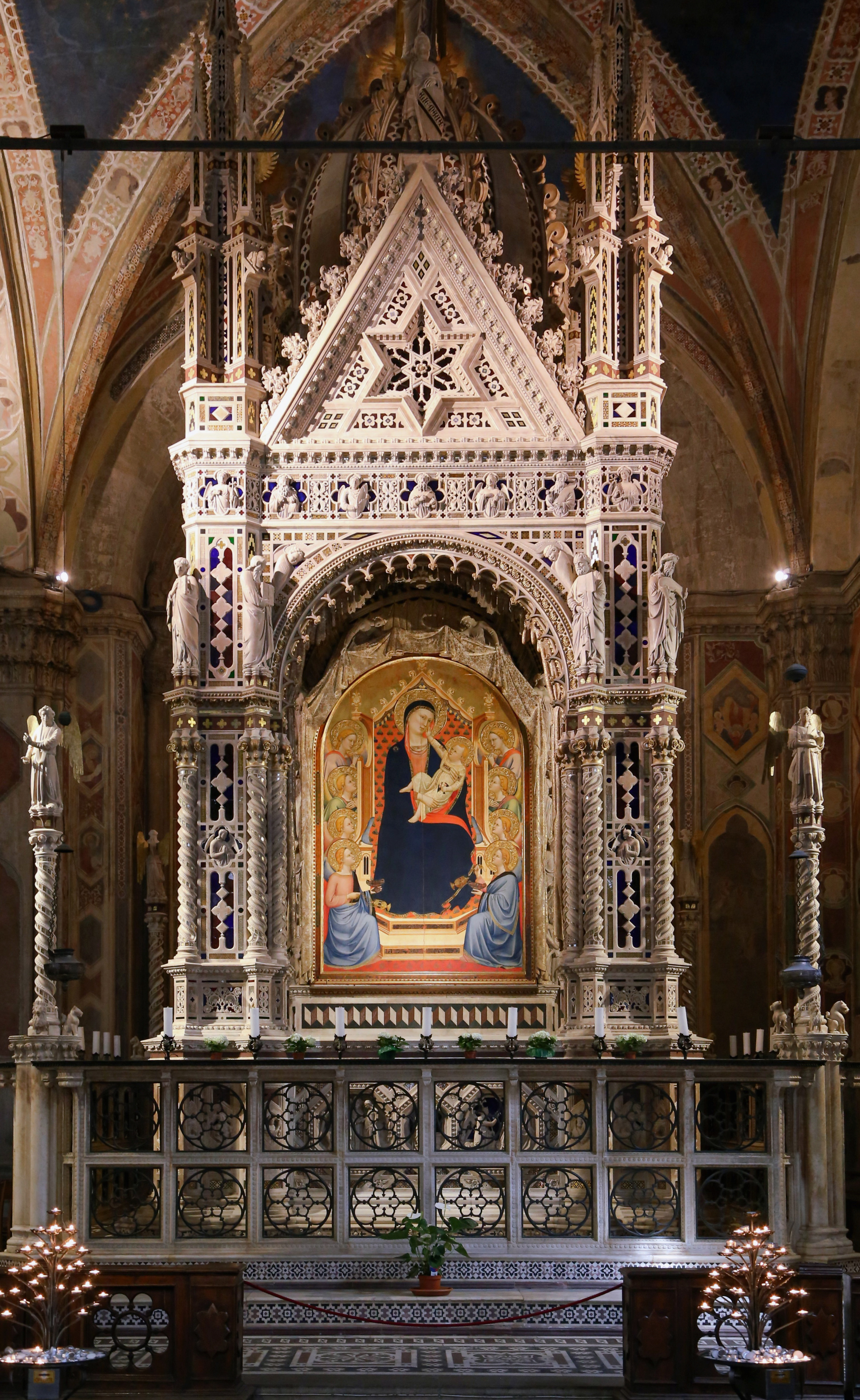
Tabernakel Orcagnas (1349–1359) mit Bernardo Daddis trohnender Gottesmutter (1347)

Im Oratorium im Erdgeschoss des Gebäudes befindet sich das 1349–1359 zur Präsentation eines als wundertätig verehrten Madonnenbildes errichtete Tabernakel. Entworfen und ausgeführt wurde diese extrem aufwändig gestaltete gotische Kleinarchitektur von dem Florentiner Künstler Andrea Orcagna, der auf der Rückseite im Relief mit der Himmelfahrt Mariens das Werk auch signiert hat. Das Tafelbild der thronenden Gottesmutter führte 1347 der Maler Bernardo Daddi aus; es ersetzte die Maestà von Ugolino di Nerio, die 1307 beim Brand zerstört wurde.
Im Joch links des Tabernakel steht auf einem Altar eine marmorne Gruppe der Anna selbdritt, mit einer lesenden Maria, dem segnenden Christuskind auf dem Schoß und der neben ihrer Tochter sitzenden heilige Anna, die um 1526 von Francesco da Sangallo geschaffen wurde.
Die Fensterlünetten zeigen Szenen aus dem Leben Marias und zur Wundertätigkeit der Maestà. Seit Januar 2024 ist nach umfänglicher Restaurierung der Öffentlichkeit wieder zugänglich.